# Gomè
L'arrondissement de Gomè est l'un des dix arrondissements de la commune de Glazoué dans le département des collines au Bénin.

## Géographie

### Localisation
|      | Kpakpaza, Zaffé |          |
| Kerè | Gomè            | Sokponta |
|      | Kerè            |          |

### Administration
Sur les 68 villages et quartiers de ville que compte la commune de Glazoué, l'arrondissement de Gomè en groupe 05 quartiers que sont:
1. Gomè
2. Haya
3. Ifada-Zounguè
4. Tankossi
5. Tchatchégou

## Histoire
L'arrondissement de Gomè est une subdivision administrative béninoise. Dans le cadre de la décentralisation au Bénin, Il devient officiellement un arrondissement de la commune de Glazoué le 27 mai 2013 après la délibération et adoption par l'Assemblée nationale du Bénin en sa séance du 15 février 2013 de la loi N° 2013-05 du 15/02/2013 portant création, organisation, attributions et fonctionnement des unités administratives locales en République du Bénin,.

## Population et société

### Démographie
Selon le recensement général de la population et de l'habitation de 2013 conduit par l'Institut national de la statistique et de l'analyse économique (INSAE), l'arrondissement compte 1420 ménages avec 7935 habitants.
| Indicateur           | 2013 |
| -------------------- | ---- |
| Nombre de ménages    | 1420 |
| Population masculine | 3787 |
| Population féminine  | 4148 |
| Population totale    | 7935 |